# Kápolna megállóhely
Kápolna megállóhely egy megszűnt Heves vármegyei vasúti megállóhely, melyet a MÁV üzemeltetett, Kápolna településen.

## Elhelyezkedése
A település belterületének nyugati határában helyezkedik el, közvetlenül a 3-as főút vasúti keresztezése mellett, annak déli oldalán.

## Vasútvonalak
A Kisterenye–Kál-Kápolna-vasútvonal egyik megállóhelye volt, amely vonalon személyvonat utoljára 2007. március 3-án közlekedett.

## Kapcsolódó állomások
A megállóhelyhez az alábbi állomások vannak a legközelebb:
- Tófalu megállóhely (Kisterenye vasútállomás, Kisterenye–Kál-Kápolna-vasútvonal)
- Kál-Kápolna vasútállomás (Kál-Kápolna vasútállomás, Kisterenye–Kál-Kápolna-vasútvonal)